# 拉杜景觀花園
拉杜景觀花園（Ladew Topiary Gardens）位於美國馬里蘭州蒙克頓（Monkton），目前為非營利性的植物造景花園。莊園內的房屋和花園於每年 4 月至 10 月的工作日和周末收費開放。
社交名流兼獵人哈維·S·拉杜（Harvey S. Ladew，1887－1976）在 1929 年購買了250英畝（100公頃）的農場作為個人莊園，並於 1930 年代建立此花園。
園內有15個花園造景區，沿著兩條交叉的軸線排列，每區各有其主要顏色、植物或主題。軸線相交點是一個橢圓形的游泳池中。本園以其造型修剪花木而聞名，受到拉杜在英格蘭旅行經驗的強烈影響－－他經常去那裡獵狐。拉杜設計的造型花木中，包括了獵狐過程中的馬、騎手、狗和狐狸，還有中國帆船、天鵝、長頸鹿等等造型。《紐約時報》稱它為「精緻的花園莊園」。美國花園俱樂部則稱之為「美國最傑出的景觀花園」。園內還有一條長1.5英里（2.4公里）的自然步道。
主屋從 18 世紀後期開始分階段建造，在 19 世紀中葉和 20 世紀進行了擴建。橢圓形圖書館別具特色，曾被稱為「美國最美麗的一百間房間」之一。場地和房屋於 1971 年開始向大眾開放，每年舉辦數十場活動，屋內收藏了大量英式古董家具。

## 圖輯

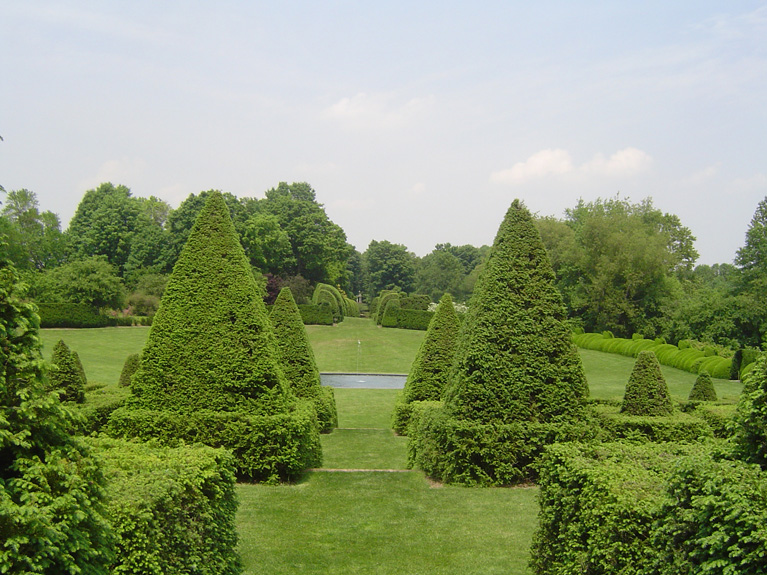
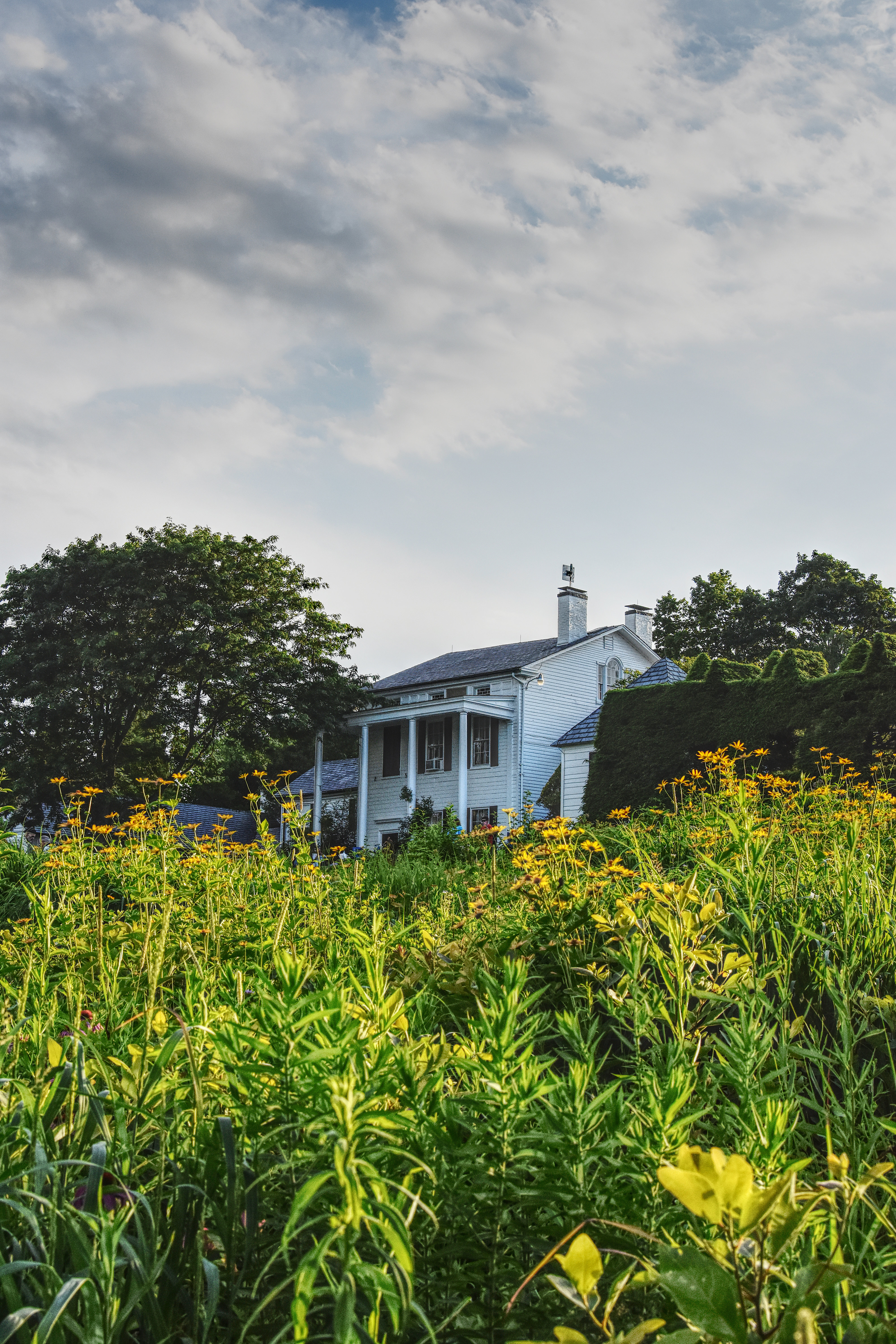
主屋
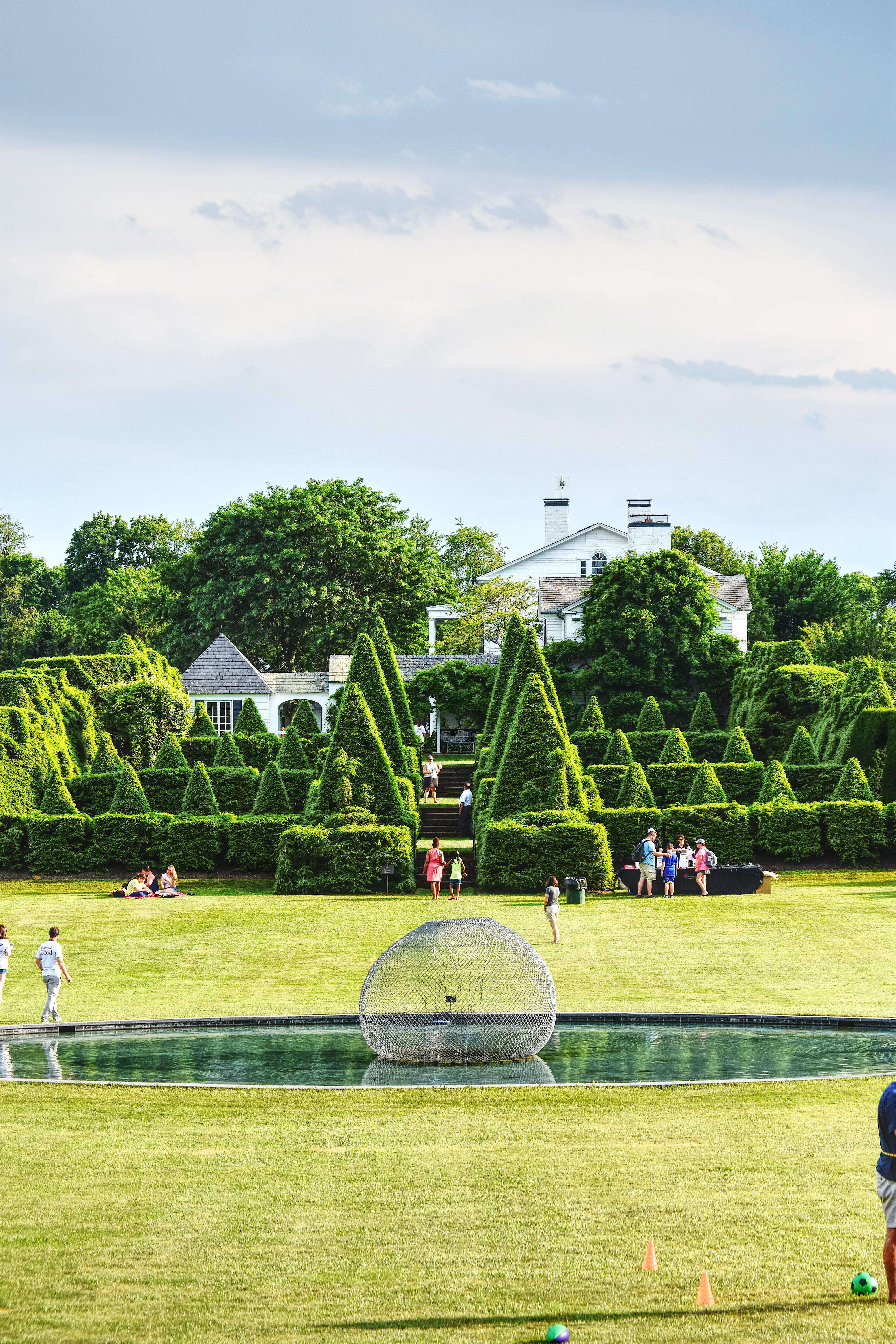
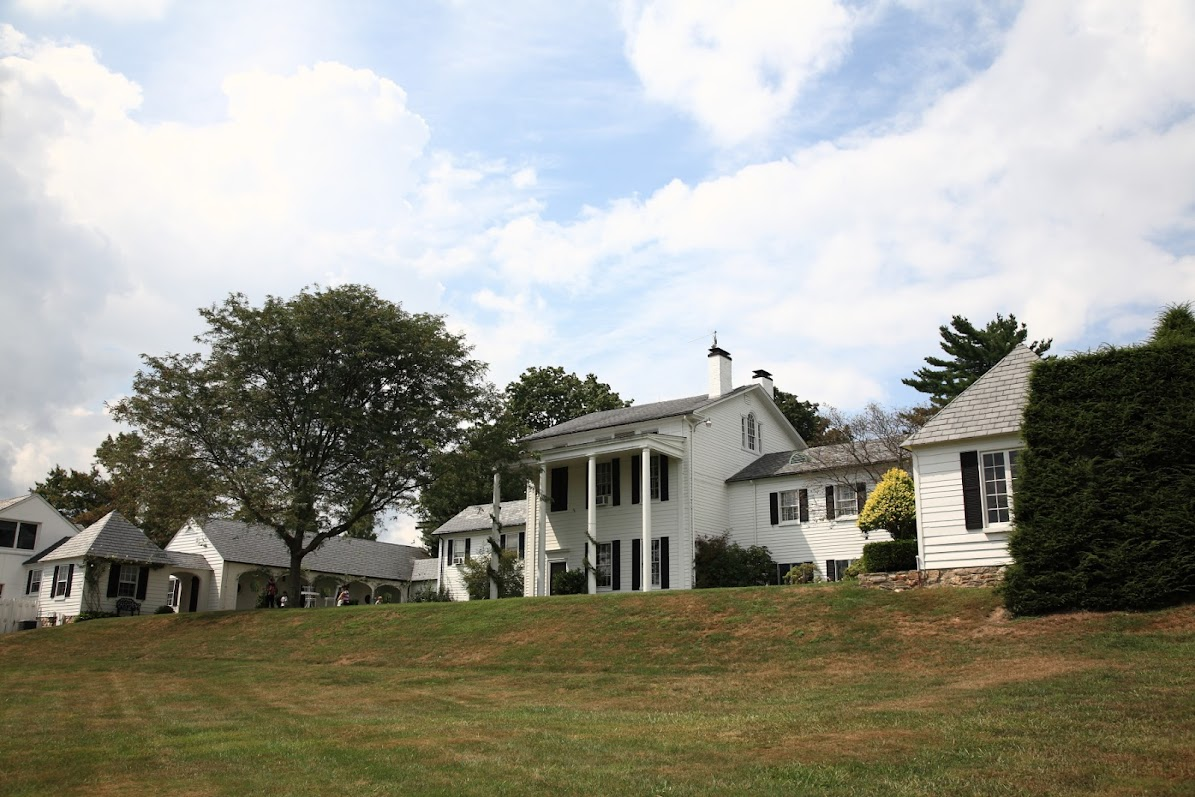
主屋群
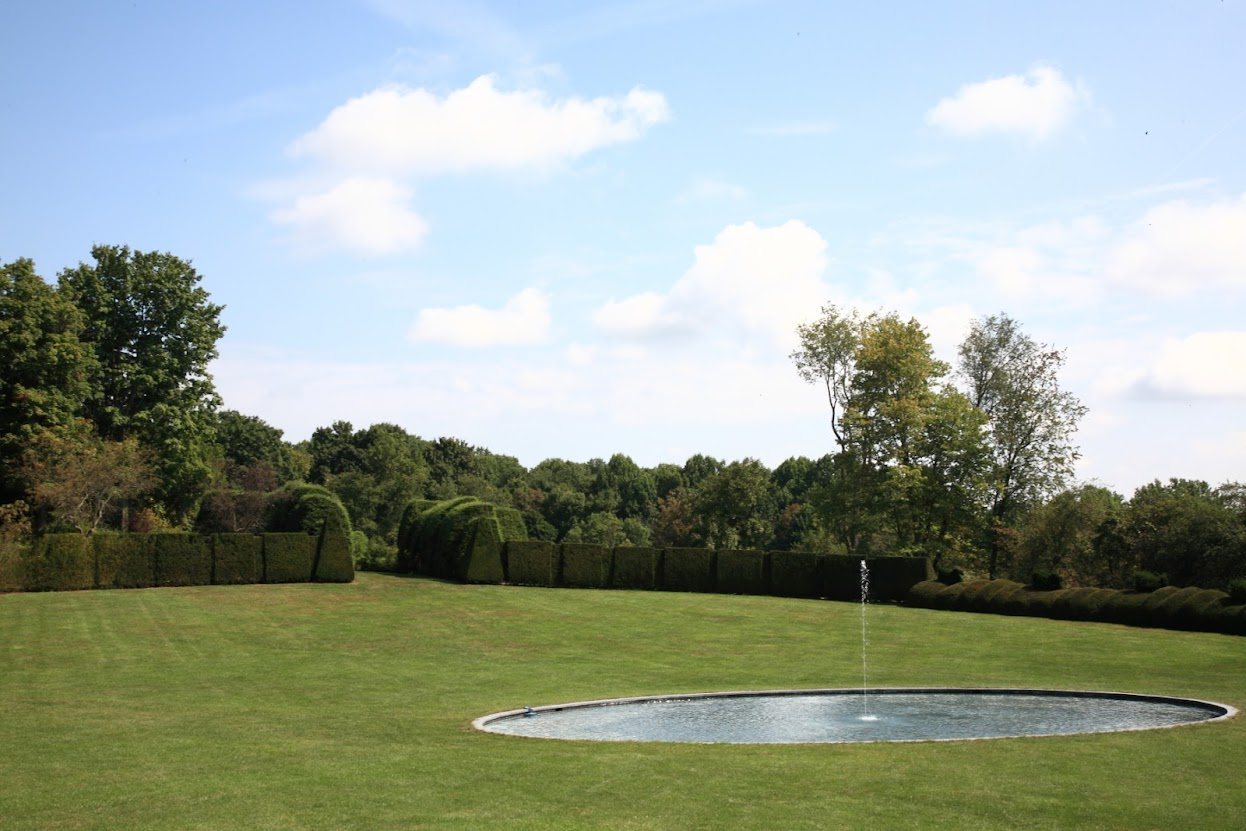
橢圓形噴水池，是園區設計軸線的交會點
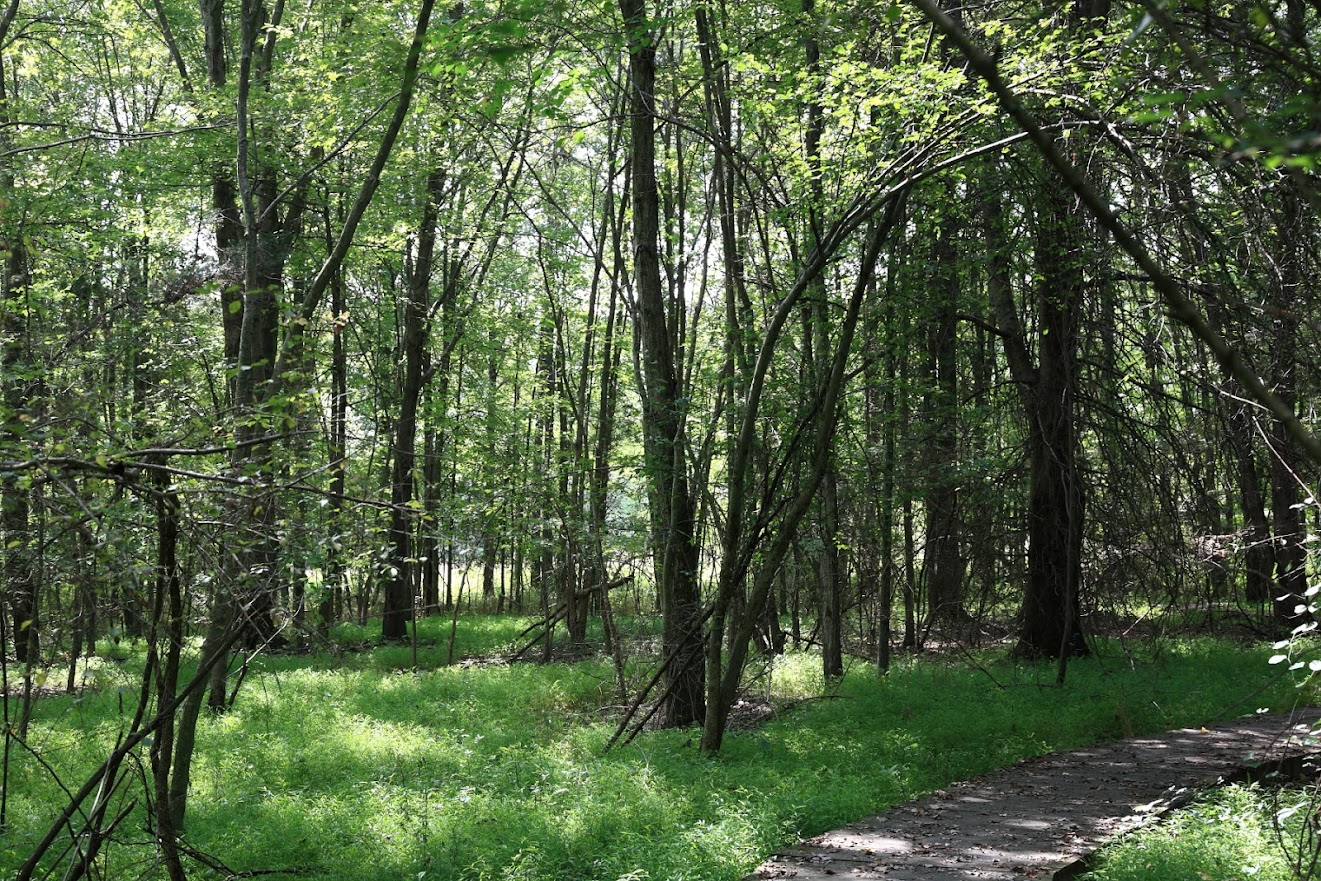
自然步道